# Hyphaene dichotoma
Espèce
Synonymes
- Borassus dichotomus White[2]
- Hyphaene indica Becc.[2] [3]
- Hyphaene taprobanica Furtado[2]

Statut de conservation UICN

 NT  : Quasi menacé
Hyphaene dichotoma est une espèce de plantes de la famille des Arecaceae.

## Publication originale
- Gardens' Bulletin, Singapore 25: 301. 1970[1970].